# バルサスの要塞
『バルサスの要塞』（バルサスのようさい、英語：The Citadel of Chaos）はイギリスのゲームブック。著者はスティーブ・ジャクソン。
『ファイティング・ファンタジー』シリーズ第2巻。原書は1983年にパフィンブックスより刊行され、2002年にウィザードブックスより再刊された。 

## 概要
妖怪が跋扈するファンタジー世界を舞台とし、魔法と剣を頼りに危難を切り抜けていく冒険者として活躍する作品。
前作『火吹山の魔法使い』にも印象深いイベントは豊富だったが、それぞれの場面を主人公が客観的に眺めるものが多かったのに対し、本作品では主人公をいたずらで翻弄するレプリコーンのオシェイマスをはじめとして、積極的に接触してくるキャラクターが次々と登場する。また、分岐によるストーリー展開の幅も前作より増えており、正しいカギ探しのようなパズルに頼ることなく、繰り返しプレイを楽しめるようになっている。こうした点から、著者ジャクソンがゲーム性よりファンタジーらしさの表現のほうを重視していることがうかがえる。
ただしストーリー性重視といっても、ゲームブックの主人公は読者が操作するものなので、一般的な小説のように読者とは関係なく行動や心理を描写されると感情移入ができなくなる。その点ジャクソンは巧みであり、主人公と読者の視点という二重構造を活かした描き方を行っている。例を挙げると、冒険中に最終ボスのバルサス・ダイアの弱点を知る機会があるが、決戦時には主人公はその弱点を意図的につくことができない。読者は選択肢の中から主人公が適切な行動を取れるものを推理する必要がある。成功すれば主人公は「幸運に助けられて」勝利し、読者は「思惑通りに」達成感を得る。主人公が自発的に奇策を思いつく展開よりは、このような手法のほうがゲームブックでは有効である。

### 魔法
その他のゲームシステムについてはファイティング・ファンタジー#システムを参照。
ファンタジーはしばしば「剣と魔法の世界」と称されるが、前作『火吹山の魔法使い』の主人公はもっぱら剣を扱うのみであった。本作品では欠けていた要素である魔法が取り入れられている。
ゲーム開始時、シリーズ共通の能力に加えて魔法点を〈サイコロ2個の出目+6〉の数値で決める。敵の複製を創りだす〈妖怪うつし〉、炎を巻き起こす〈火炎〉など、全12種類の術の中から魔法点と同じ数だけ選んで取得する。同じ術を何度選んでもよい。ゲーム中は選択肢の指示に従って魔法を行使し、そのたびに取得した術の数を減らしていく。つまり本作品の魔法は、装備品を消費していくように扱う。
当時の魔法に対するイメージは「超常的な万能の力」であり、できることとできないこと、作用と副作用がある「技術」であるという認識はロールプレイングゲームでしか得られなかった。本作品の簡単で明快なルールは、「技術としての魔法」というイメージを身につけるのに適切であると近藤巧司は述べている。
それとは逆の考察をしているのが安田均で、本作品の魔法は制御可能な技よりもむしろ神秘の力として描かれていると見ている。たとえば〈火炎〉の術の解説文には、爆発を起こして燃やし続けたり炎の壁を立てたりできると書かれており、おおざっぱな性質しか示していないので実際に使用する局面においてどんな効果を発揮するのかはその都度読者が判断するしかない。ゲームにおける魔法は「敵にサイコロ2個分のダメージを与える」のように数値化されたシステムとして扱われがちだが、それでは本来備えていたはずの神秘性が薄れ、単なる目的達成のための能力となってしまう。その点ゲームブックは、物語的な叙述形式を取ることによって魔法の力への驚きを保つことが可能であり、著者ジャクソンのストーリー性志向はこうしたところにも表れている。
ジャクソンが訪日して交流イベントに参加した際、会場のファンに向かって本作品と『ソーサリー』に登場する魔法ではどちらが好きかと質問したことがある。結果は2/3以上の多数で『ソーサリー』が支持された。後発作品である『ソーサリー』のほうがより洗練されていて受けがよいのは自然であるが、その当たり前とも思えることをわざわざ質問するあたり、ジャクソンが理想としたのは『バルサスの要塞』式魔法であって『ソーサリー』は進化した分だけゲーム性が強まったことを気にしていたのではないか、と安田は推測している。
とはいえ本作品の魔法が若干洗練不足なのは否めず、術が使えそうな局面なのに選択肢に出てこないという場合がある。また、システムというよりストーリーを面白くする要素としての魔法はジャクソンの個性から独立したゲームルールとして標準化できず、シリーズ後続作品で魔法を登場させにくくなった側面もある。

#### 魔法の種類
魔法は以下の12種類から好きなものを選ぶことができる（カッコ内は再刊時に名称変更されたもの）。
- 妖怪写し（魔物写し身）…戦闘相手の写し身を作り出し、戦わせることができる。
- 千里眼（心話＜ESP＞）…相手が考えていることを読み取る。しかし複数人の思考が重なると正確に読み取ることができない。
- 火炎…意のままに火を呼び出す魔法。
- 愚者の黄金…岩などを黄金に見せかける魔法。
- 目くらまし（幻影）…相手をだます幻を作り出す。知能の高い生き物にこそ有効。
- 浮遊…物体、敵、自分自身を浮かばせることができる。
- 開運（運回復）…運点を50%（端数切り捨て）回復。
- 防御…防御力を上げる効果。
- 技術回復…技術点を50%（端数切り捨て）回復。
- 体力回復…体力点を50%（端数切り捨て）回復。
- 怪力（強化）…戦闘能力を一時的に高める。
- 骨抜き（弱体化）…先頭相手の戦闘能力を一時的に弱める。

### 日本における展開
日本語版は1985年、浅羽莢子による訳で社会思想社の現代教養文庫より刊行された。その後、2005年には扶桑社よりほぼ同内容で再刊された。
『ウォーロック』第2号には山本弘によるリプレイ漫画「私はこうしてバルサスした」が掲載された。
携帯電話アプリ版は、コンピュータゲーム開発者の佐野一直がタイトーとの共同運営により『混沌の要塞』として配信を行ったが、運営者間の不和や電話機の性能の問題が重なって成功には至らなかった。2007年からはデジタル・メディア・ラボにより『バルサスの城砦』としてリメイクされ、同じ加賀電子系列のサイバーフロントが配信を行った。こちらは2012年2月29日に終了した。

## あらすじ
妖術使いバルサス・ダイアは、配下の妖怪どもの軍勢を〈柳谷〉に差し向けようとしていた。バルサスのたくらみを察知した谷の王サラモンは、守りを固めるとともに近隣の〈太古の森〉へと使者を走らせる。森の奥に住む白魔術の達人〈太古の大魔法使い〉の助力を期待してのことである。
しかし〈大魔法使い〉は老齢で、激しい戦いには耐えられそうにない。代わりに立ち上がったのは、血気盛んな一番弟子だった。開戦前にバルサスを暗殺し戦闘を未然に防ぐという密命を帯びた弟子は、妖術使いの居城〈黒い塔〉への侵入を試みる。

## 他媒体展開
- 1984年、ZX Spectrumおよびコモドール64向けにコンピュータゲームが発売された。日本語版はない。

## 書誌情報
いずれも、著：スティーブ・ジャクソン / 本文イラスト：ラス・ニコルソン / 訳：浅羽莢子
- 『バルサスの要塞』社会思想社〈現代教養文庫〉、1985年5月。ISBN 4-390-11122-1
  - 表紙イラストはエマニュエル。
- 『バルサスの要塞』扶桑社、2005年5月。ISBN 4-594-04952-4
  - 表紙イラストはケヴィン・ジャーキンス。